# Apatelodes batima
Apatelodes batima is een vlinder uit de familie van de Apatelodidae. De wetenschappelijke naam van de soort is, als Hygrochroa batimaa, voor het eerst geldig gepubliceerd in 1912 door Harrison Gray Dyar.